# 引付衆
引付衆（ひきつけしゅう）は、裁判の公正と迅速化をはかるために設置した鎌倉幕府の職名の一つ。

## 概要
1249年（建長元年）執権北条時頼の時、評定衆の下に御家人の領地訴訟の裁判の迅速さと公正さをはかる為に設置された。その構成は、頭人・引付衆・引付奉行から成る。
初期においては有力御家人が任ぜられたが、次第に北条氏の若年者によって占められ、評定衆に昇任する出世コースとなり、実質的な訴訟審理的役割は薄らいだといわれている。1266年（文永3年）に一度廃止されたが、その3年後に再度導入された。再導入の際は、それまで定員が3人であったものが5人に拡張された。蒙古からの牒状が来た直後のことであり、磐石の構えを備えようとする執権北条時宗の意図による制度の復活だったとされる。
9代執権北条貞時が平頼綱の粛清を皮切りに幕政改革を実施した際、その一環として一時的に引付は廃止され、執奏という役職が代理に設置されたが、ほんの一時的なもので、程なくして引付は復活した。
裁判は、まずは、原告が訴状を問注所に提出して、訴訟が適法かどうかを審査し、そののち引付奉行人に回送され、被告と原告の間で陳状・訴状のやりとりが3回行われる（これを三問三答という）。次いで引付の呼び出しにより原告と被告が出頭し、口頭弁論で対決する。その結果をみて引付で判決原案を作成され、評定で判決を下す。
設置以降、1284年（弘安7年）までの就任者は『関東評定伝』に記載がある。

## 引付衆一覧
- 1249年 - 1251年：北条資時
- 1249年 - 1256年：北条政村
- 1249年 - 1256年：二階堂行綱
- 1249年 - 1264年：北条朝直
- 1252年 - 1253年：北条実時
- 1254年 - 1264年?：長井時秀
- 1256年 - 1262年：安達泰盛
- 1256年 - 1265年：北条教時
- 1264年 - 1265年：北条時広
- 1264年 - 1266年：北条時章
- 1264年 - 1266年：安達泰盛（再任）
- 1265年 - 1266年：北条義政
- 1265年 - 1266年：北条公時
- 1265年 - 1266年：北条業時
- 1265年 - 1266年：北条宣時
- 1265年 - 1266年：京極氏信
- 1269年 - 1270年：北条時村
- 1269年 - 1272年：北条時章（再任）
- 1269年 - 1273年：北条公時（再任）
- 1269年 - 1273年：北条宣時（再任）
- 1269年 - 1276年：北条業時（再任）
- 1269年 - 1284年：安達泰盛（再々任）
- 1269年 - 1278年：北条顕時
- 1273年 - 1278年：北条時基
- 1278年 - 1284年：北条政長
- 1278年 - 1284年：北条宗房
- 1281年 - 1284年：北条忠時
- 1286年 - 1287年：北条盛房
- 1286年 - 1287年：北条宗宣
- 1287年 - 1303年：北条時範（常盤時範）
- 不明 - 1297年：北条宗泰
- 1295年 - 1301年：北条時家
- 1295年 - 1301年：北条煕時
- 1301年 - 不明：北条貞房
- 1304年 - 不明：北条維貞
- 1306年 - 不明：北条時敦
- 1315年 - 1320年：北条範貞（常盤範貞）
- 1329年：北条貞冬